# Ponte Humber
A Ponte Humber(em inglês:Humber Bridge) é uma ponte pênsil no Reino Unido sendo a quinta maior ponte suspensa do mundo e que liga a cidade de Hessle à Barton-upon-Humber, atravessando o estuário do Humber.

## História
Os planos para a construção de uma ponte ligando as duas cidades surgiram na década de 1930 e tiveram destaque novamente em 1955, porém as obras só foram iniciadas em 1972. O governo do Reino Unido criou a Lei Ponte Humber em 1959 com o objetivo de levantar fundos para a construção da tão esperada obra.
No entanto o levantamento da quantia necessário se revelou quase impossível em 1966 levando o Ministério dos Transportes a cancelar a obra. Porém, o ministro trabalhista Harold Wilson insistiu na construção da ponte.
Depois de longos anos de construção a ponte foi finalmente inaugurada  pela rainha Elizabeth II em 1981 tornando-se a maior ponte suspensa do mundo (título que possuí ria por mais 16 anos).

## Problemas

### Suicídios
Já foram registrados mais de 200 acidentes envolvendo suicídios na ponte com apenas 5 sobreviventes. Entre 1990 e 2001 a empresa responsável pela ponte recebeu 64 chamados de emergência.